# Caloptilia falconipennella
Caloptilia falconipennella là một loài bướm đêm thuộc họ Gracillariidae. Nó được tìm thấy ở khắp châu Âu, ngoại trừ bán đảo Balkan.
Sải cánh dài khoảng 13 mm. Con trưởng thành bay vào tháng 9 và qua mùa đông, xuất hiện lại vào mùa xuân.
Ấu trùng ăn Alnus glutinosa. Chúng ăn lá nơi chúng làm tổ.